# Chico Filho
Francisco Donato Linhares de Araújo Filho, ou simplesmente Chico Filho, (Floriano, 27 de abril de 1960) é um comerciante, agropecuarista e político brasileiro com atuação no estado do Piauí.

## Dados biográficos
Filho de Francisco Donato Linhares de Araújo e Iani Mendes de Araújo. Comerciante e agropecuarista, foi filiado ao PDS, todavia estreou na política pelo PMDB ao ser eleito prefeito de Bertolínia em 1988. Posteriormente foi eleito deputado estadual em 1994, 1998 e 2002. No primeiro governo Mão Santa foi nomeado secretário extraordinário de Programas Especiais e com a reeleição do governador foi escolhido secretário de Agricultura em substituição a Marcelo Castro, posição que manteve no governo interino de Kleber Eulálio.
Deixou a Assembleia Legislativa do Piauí após ser eleito prefeito de Uruçuí em 2004, entretanto foi derrotado quatro anos depois ao buscar a reeleição. Nomeado secretário de Defesa Civil no primeiro governo Wilson Martins, foi nomeado presidente do Instituto de Terras do Piauí com a recondução do governador ao cargo em 2010. Sua esposa, Débora Renata Coelho Araújo, foi eleita prefeita do município em 2012 sem, contudo, renovar o mandato em 2016.

## Família
Seu irmão gêmeo, José Donato de Araújo Neto, foi eleito prefeito de Canavieira em 1992, conquistou um novo mandato em 2000 e foi reeleito em 2004, renunciando para ser eleito prefeito de Bertolínia em 2008. Sua irmã, Ana Paula Araújo, foi eleita prefeita de Sebastião Leal em 1996 e reeleita em 2000. Mais tarde foi eleita deputada estadual em 2006 e 2010, além de ocupar o cargo de secretária de Justiça no governo Moraes Souza Filho. Desse modo foi sucedida no parlamento por seu marido, Zé Santana.